# Orthetrum macrostigma
Orthetrum macrostigma – gatunek ważki z rodziny ważkowatych (Libellulidae).